# Live 8 Berlino
Live 8 Berlino o Live 8 Germania  fu uno dei concerti del Live 8 si è tenuto il 2 luglio 2005presso la Siegessäule (Colonna della Vittoria) nel parco del Tiergarten di Berlino, in Germania, per l'esattezza nel centro storico dove la folla, formata da oltre 150.000 persone, arrivava oltre la famosa Porta di Brandeburgo.
Non ha raggiunto cifre record come il milione di spettatori del Live 8 Philadelphia, ma è stato comunque un grande successo, cosa che nessuno si aspettava visto gli artisti locali poco conosciuti che erano presenti tranne alcune eccezioni come i Green Day e gli a-ha, ecc.

## Programma

### Presentatori
- Anne Will, giornalista
- Michael Mittermeier, comico

### Artisti in ordine di apparizione
Gli artisti passati del Live Aid sono indicati con un asterisco (*):
- Die Toten Hosen: "Wünsch Dir Was", "Pushed Again", "Steh Auf, Wenn Du Am Boden Bist", "Show Everyone You're Here", "Hang On Sloopy"
- Wir sind Helden: "Nur Ein Wort", "Denkmal", "Bist Du Nicht Müde"
- Söhne Mannheims: "Jah Is Changing All", "Babylon System"
- Katherine Jenkins: "Amazing Grace"
- BAP: "Wie Schön Dat Wöhr", "Verdamp Lang Her"
- Audioslave: "Doesn't Remind Me", "Dedication To What Is Right", "Black Hole Sun", "Like a Stone", "Killing in the Name"
- Green Day:  "American Idiot", "Holiday", "Minority", "We Are the Champions"
- Juli: "Geile Zeit", "Perfekte Welle"
- Claudia Schiffer
- Silbermond: "Zeit für Optimisten", "Durch die Nacht"
- Chris de Burgh: "The Road To Freedom", "Lebanese Night", "The Lady In Red", "Don't Pay the Ferryman"
- Brian Wilson*: "Wonderful", "Our Prayer/Gee", "Heroes and Villains", "God Only Knows", "California Girls", "Good Vibrations", "Fun Fun Fun" (Brian ha suonato al Live Aid come parte dei Beach Boys)
- Renee Olstead: "My Baby Just Cares for Me"
- Sasha: "If You Believe", "Hard to Handle", "Turn It Into Something Special"
- a-ha: "Take on Me", "Summer Moved On", "Hunting High And Low"
- Daniel Powter: "Bad Day", "Song 6"
- Joana Zimmer: "I Believe (Give A Little Bit)"
- Juan Diego Flórez: "You'll Never Walk Alone"
- Reamonn: "Hallelujah", "Alright"
- Roxy Music*: "Virginia Plain", "Love Is the Drug", "Do the Strand", "Jealous Guy" (Bryan Ferry ha suonato da solista al Live Aid)
- Faithless: "Mass Destruction", "We Come 1"
- Herbert Grönemeyer: "Der Mond Ist Aufgegangen", "Mensch", "Bleibt Alles Anders", "Flugzeuge Im Bauch", "Bochum", "Heimat"
- Otto: "Piano Man (Versione speciale)"